# Lederhose (Thüringen)

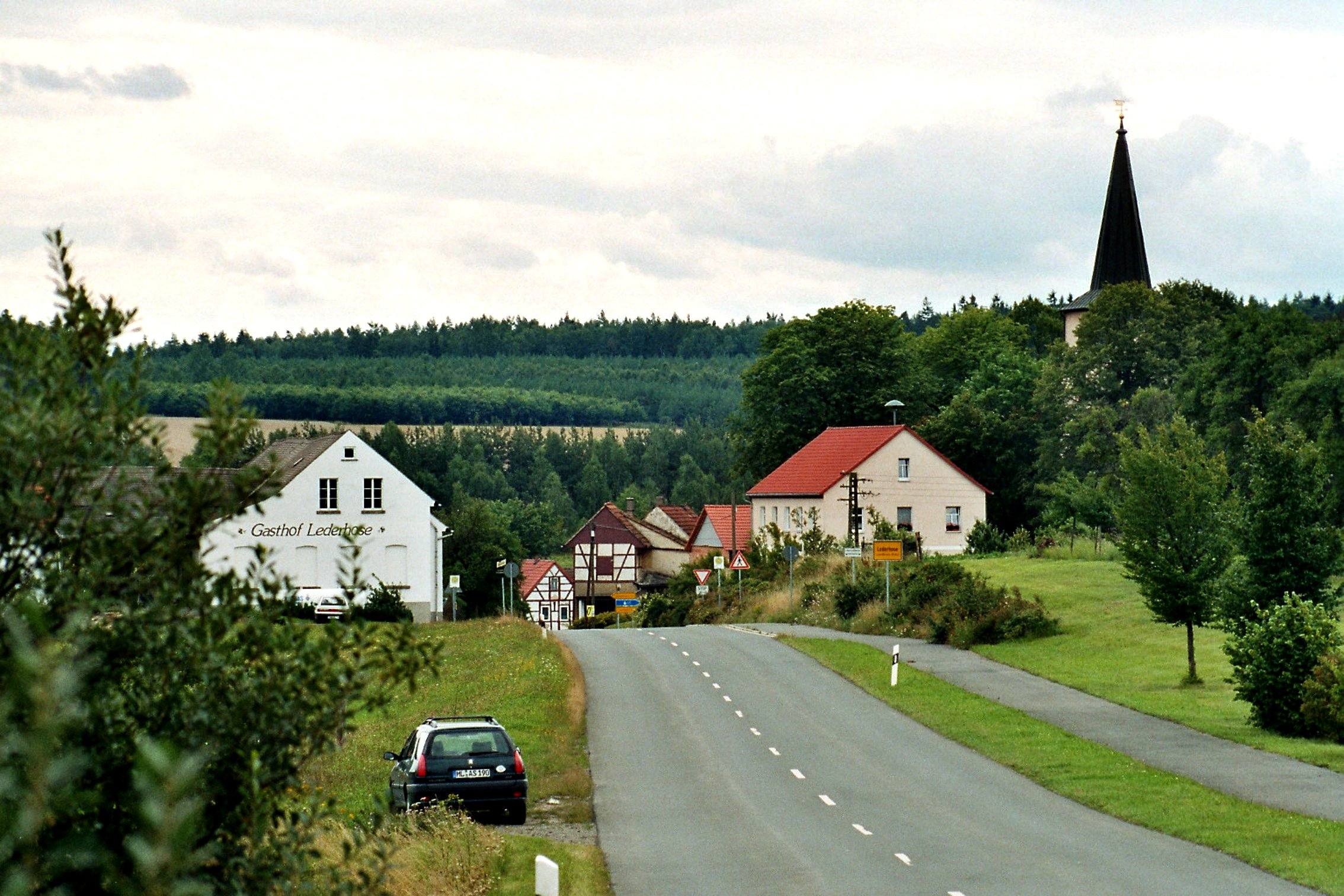
Lederhose, Blick zum Dorf

Die Gemeinde Lederhose liegt im Landkreis Greiz in Thüringen und ist Mitglied der Verwaltungsgemeinschaft Münchenbernsdorf. Die Gemeinde besteht aus den Ortsteilen Lederhose und Neuensorga.

## Geografie

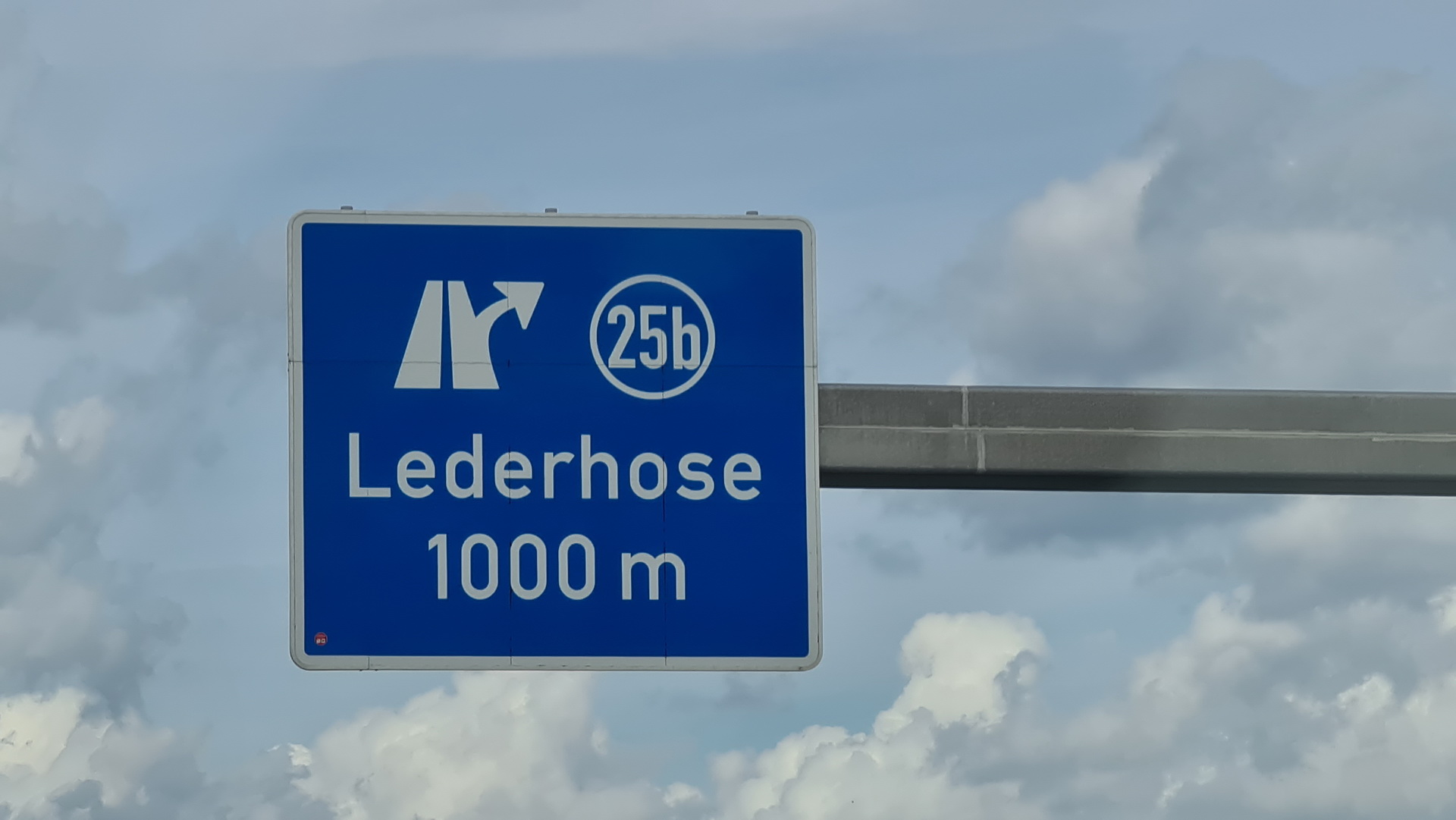
Autobahnschild Lederhose

An Lederhose grenzen die Gemeinden Harth-Pöllnitz, Münchenbernsdorf und Schwarzbach im Landkreis Greiz sowie Renthendorf im Saale-Holzland-Kreis.

## Geschichte
Der Ort Lederhose wurde erstmals in einer lateinischen Urkunde am 18. Oktober 1287 erwähnt. Lederhose ist aber älter, denn der Ort hat seinen Ursprung in einer slawischen Siedlung. Daher kommt auch der ungewöhnliche Ortsname, der nichts mit dem gleichnamigen Bekleidungsstück zu tun hat, sondern aus dem slawischen Personennamen Ludorad entstand: Ludoraz – der Ort des Ludorad.
Es gab zwei Wassermühlen in der Gemarkung und am Floßbach von Lederhose. Es waren die Ober- und die Jacobsmühle. Sie wurden erstmals 1731 schriftlich in Weimar erwähnt. Beide befanden sich am beziehungsweise im Einflussbereich des Floßteiches, der 1721 angelegt wurde. Die Jacobsmühle brannte 1897 ab. Sie sollte wieder aufgebaut werden, aber der Bau der Eisenbahnstrecke Niederpöllnitz und Münchenbernsdorf zerschlug den Plan. Der Floßteich wurde an einen Dorfbewohner verkauft.
Die Kirche des Ortes ist in wesentlichen Teilen romanisch.
Am 1. Juli 1950 wurde die bis dahin eigenständige Gemeinde Neuensorga eingegliedert.

### Einwohnerentwicklung
Entwicklung der Einwohnerzahl (31. Dezember):
| - 1994: 313 - 1995: 312 - 1996: 314 - 1997: 320 - 1998: 333 - 1999: 324 | - 2000: 327 - 2001: 310 - 2002: 305 - 2003: 296 - 2004: 295 - 2005: 295 | - 2006: 296 - 2007: 294 - 2008: 294 - 2009: 281 - 2010: 276 - 2011: 267 | - 2012: 267 - 2013: 260 - 2014: 262 - 2015: 262 - 2016: 261 - 2017: 279 | - 2018: 270 - 2019: 272 - 2020: 264 - 2021: 264 - 2022: 267 - 2023: 264 |

 Datenquelle: Thüringer Landesamt für Statistik

## Politik

### Gemeinderat und Bürgermeister
Dem am 26. Mai 2019 neu gewählte Gemeinderat gehören sechs Personen an, eine Frau und fünf Männer. Sie gehören alle dem Feuerwehrverein Lederhose an. Die Wahlbeteiligung  lag bei 69,8 %. Bürgermeister ist Andreas Weber. Er wurde am 5. Juni 2016 bei einer Wahlbeteiligung von 63,9  % mit 99,3 % der gültigen Stimmen gewählt.

### Wappen

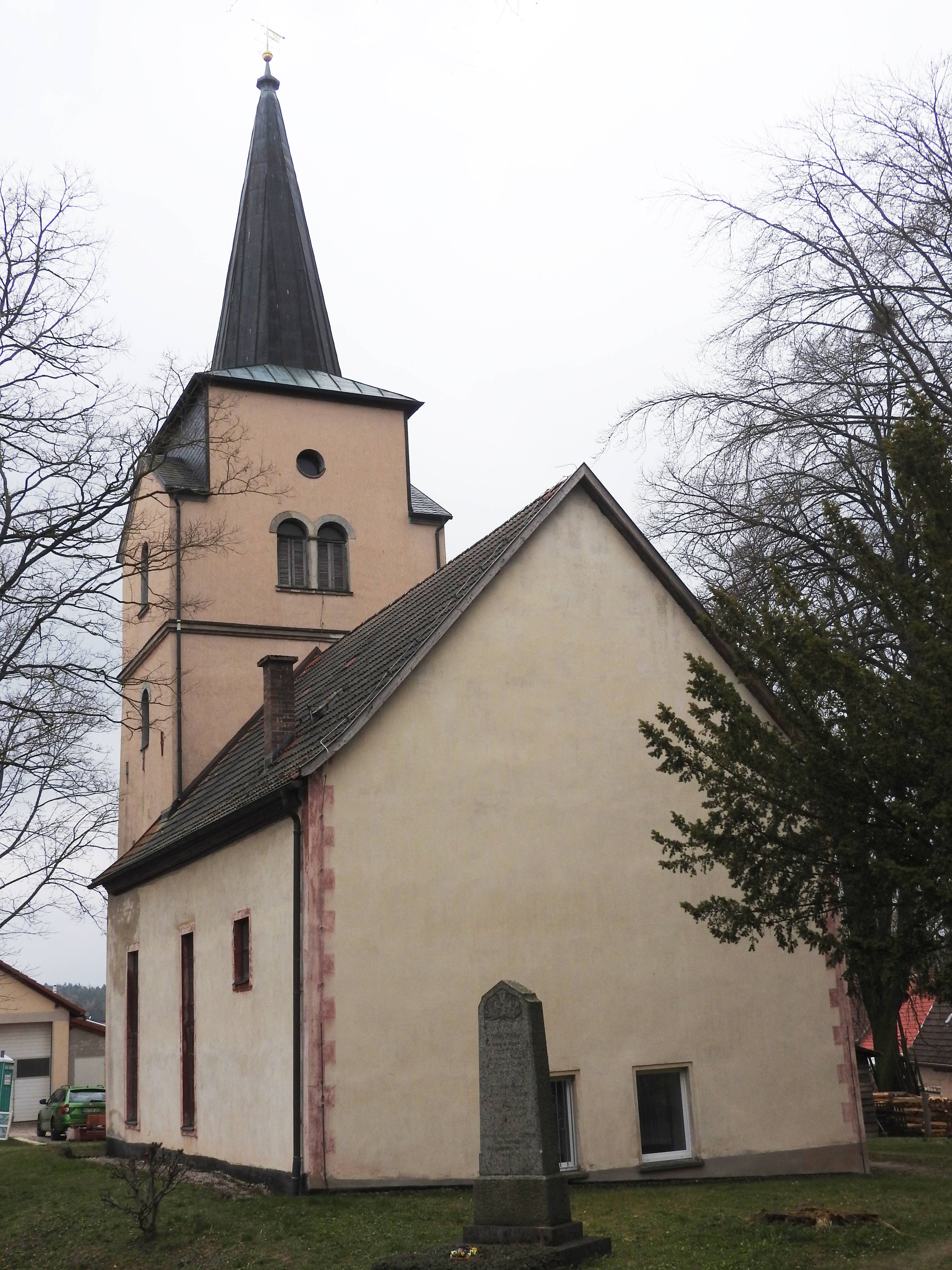
Kirche Lederhose

Blasonierung: „In Gold eine grüne Hose mit Trägern und Brustlatz.“ Das Wappen wurde dem Ortsnamen angepasst, und dadurch entstand eine Lederhose auf dem Wappen, die allerdings nicht im typischen Lederbraun gehalten ist, sondern in den Ortsfarben.

### Flagge
Die Flagge der Gemeinde ist gelb-grün-gelb (1:2:1) längs gestreift und mittig mit dem Gemeindewappen belegt.

## Wirtschaft
Im Gewerbegebiet von Lederhose betreibt der Logistik-Dienstleister HAVI Logistics ein Güterverteilzentrum.

## Infrastruktur

### Energieversorgung
Ebenfalls im Gewerbegebiet befindet sich ein Solarpark. 

### Verkehr
Lederhose liegt zwei Kilometer östlich der Bundesautobahn 9 und ist mit ihr über die Landstraße 1073 verbunden. Im Mai 2009 wurde eine neu eingerichtete Autobahnanschlussstelle 25b auch wegen des ungewöhnlichen und damit einprägsamen Namens nach dem Ort benannt.

Der Bahnhof Lederhose lag an der Bahnstrecke Niederpöllnitz–Münchenbernsdorf. Am 28. Mai 1967 wurde der Personenverkehr eingestellt. Inzwischen ist die Strecke stillgelegt.

### Wasserver- und Abwasserentsorgung
Die Gemeinde Lederhose ist Mitglied im Zweckverband Wasser/Abwasser Mittleres Elstertal. Dieser übernimmt für die Gemeinde die Trinkwasserversorgung und Abwasserentsorgung.